# ATSC Klagenfurt
ATSC Klagenfurt är en sportklubb (volleyboll) från Klagenfurt, Österrike.
Klubben grundades 1979 och har spelat i högsta serien sedan 1981. Den har vunnit österrikiska cupen tre gånger (1991-92, 2003-04 och 2006-07). Den har deltagit i CEV Cup och CEV Challenge Cup flera gånger, men däremot inte den mest prestigefyllda av de tre europeiska klubbturneringarna - CEV Champions League.